# 宋犖

《清代學者像傳》第一集之宋犖像

宋犖（1634年—1714年11月2日），字牧仲，號漫堂，又號西陂，别署绵津山人、沧浪㝢公、西陂放鸭翁等。河南商丘人。清代政治人物、詩人。

## 生平
崇禎七年（1634年），出生於河南商丘。為國史院大學士宋權之子，伯曾祖宋纁，祖父宋沾。10岁能骑烈马，“性嗜古，精鉴赏”，順治四年（1647年），應詔以大臣子列侍衛。逾年考試，銓通判。顺治八年八月，与结雪苑六子社。
康熙三年（1664年），授黃州通判，以母忧去，康熙十六年（1677年），授理藩院院判，迁刑部员外郎。康熙十七年十一月奉命视榷赣州关，十九年三月返京，二十年三月升刑部福建司郎中，康熙二十二年二月升任直隶通永道佥事。康熙二十六年（1687年），升迁為山东按察使，再迁江苏布政使。康熙二十七年巡抚江西，康熙三十一年（1692年），累擢江蘇巡撫，赈荒抚饥，深得人心，朝廷誉为“清廉为天下巡抚第一”。康熙四十二年帝南巡时赐书給宋荦。康熙四十四年（1705年）十一月，官至吏部尚書。退休時獲賜御乘黑棗騮馬、玻瓈酒杯、玻瓈蓋盌等珍物。晚號西陂老人、西陂放鴨翁。
在江苏巡抚任上，重修苏州园林沧浪亭，作《重修沧浪亭记》（载道光版《苏州府志》卷46）。
康熙五十三年（1714年）九月十六日，卒，葬于西陂别墅。

## 著作
有論詩著作《漫堂說詩》、《西陂類稿》50卷、《江左十五子詩選》，又曾合刻侯方域、魏禧和汪琬三家文為《國朝三家文鈔》。清代邵長蘅曾選王士禛與宋犖詩為《王、宋二家集》。商丘师范教师、信阳人刘万华编《宋荦全集》分内、外、闰三编，内编为别集和集外诗文，外编为杂著和所编总集，闰编为书信与题跋。

## 評價
汪琬曾评论宋荦：“廉而不刿，严而不苛，抚循吏民，煦煦慈爱而不失之姑息。当其莅吴，仅四阅月耳，裁决簿书，勾稽金谷，往往至丙夜，虽精锐少年不敢望。一二老奸宿蠹，俯首侧足，亦率不敢旁睨，考其设施。”與王士禛有交往，商丘雪苑六子之一。宋荦本人精鉴赏，曾在慈仁寺购得《十六国春秋》残本。